# Dan Voicilă
Dan Voicilă (n. 7 aprilie 1939, Ploiești – d. 1 septembrie 2024, Ploiești) a fost un comentator radio de sport.

## Biografie
Absolvent al Facultății de Litere din cadrul Universității București și al Facultății de Ziaristică, București (1967). S-a angajat la Radio, în calitate de crainic-reporter (1968), ulterior a devenit publicist-comentator. A fost unul dintre cei mai importanți jurnaliști de sport ai transmisiilor radio, un nume de legendă în domeniu. A realizat reportaje și comentarii din toate sporturile. Printre altele, a transmis în direct de la Jocurile Olimpice de la Barcelona și Sydney, de la CM de kaiac-canoe, Finlanda, de la CE de baschet și lupte, de la turneele finale ale CM de handbal, de fotbal SUA (1994), de la CE din Anglia (1996), finala Cupei Campionilor Europeni din 1986, Steaua – FC Barcelona (Teoharie Coca-Cosma transmițând pentru TVR). A prezentat și numeroase meciuri din campionatul intern în emisiunea Fotbal minut cu minut. A colaborat la publicațiile sportive de specialitate „Gazeta Sporturilor” și revista „Fotbal”, înscriindu-se în rândul profesioniștilor de primă mărime, prin competența și spiritul de obiectivitate de care a dat dovadă, fiind în același timp și un model de profesionalism pentru generațiile mai tinere, cărora le-a dedicat o bună parte din activitatea sa. Un om elegant și la propriu și la figurat, charismatic, modest, care și-a alcătuit un decalog după care s-a ghidat în întreaga carieră: primele șapte pretenții din acesta erau legate de a fi patronat de bun simț; iar de la ultimele trei, să spună în primul rând minutul și scorul, abia apoi putând comenta secvențe de joc și nu în ultimul rând să considere că transmite ca pentru niște oameni nevăzători. După 2001 s-a pensionat.

## Viață personală
Tatăl său a fost la un moment dat casierul general al Municipiului Ploiești. Din această funcție, respectivul a putut dirija fonduri spre arena care peste ani s-a numit „Ilie Oană”, pentru a fi restaurată și totodată să i se mai construiască o peluză, pentru că la început a fost „potcoavă”.
În pofida faptului că aproape o viață a lucrat în București, Dan Voicilă nu și-a abandonat niciodată statutul de ploieștean, făcând zilnic cu trenul naveta București-Ploiești.
A fost căsătorit cu Gențiana, cu care are a avut fiică de la care are a avut nepoată și un nepot.